# Batalla de Clontibret
La Batalla de Clontibret (1595) tuvo lugar en Clontibret, actual Condado de Monaghan en Irlanda, durante la Guerra de los Nueve Años, entre las tropas de la Reina Isabel I de Inglaterra, y un ejército rebelde encabezado por Hugh O'Neill, conde de Tyrone. La batalla concluyó con victoria irlandesa y constituyó el primer revés serio sufrido por Inglaterra en la guerra.

## Contexto
La Guerra de los Nueve Años se origina cuando los ingleses tratan de reforzar su control sobre Irlanda, estableciendo guarniciones al sur de los territorios de Tyrone en el Ulster. Hugh O'Neill puso sitio a la guarnición acuartelada en el castillo de Monaghan, y sir Henry Bagenal, presidente del Consejo del Ulster y comandante en jefe de las fuerzas inglesas, partió desde Dundalk para tratar de aliviar la situación de los sitiados el 25 de mayo a través de Newry. Sus fuerzas estaban compuestar por un total de 1750 hombres, incluyendo algunos veteranos y compañías recién llegadas de la campaña contra los españoles en Bretaña, aunque había muchos reclutas recientes. El grueso de las tropas estaba compuesto por soldados de infantería, piqueros y mosqueteros, junto con un pequeño contingente de caballería reclutado en La Empalizada.

## La batalla
La batalla de Clontibret se extendió durante dos días, en los que la columna de Bagenal fue emboscada en su camino de hacia Monaghan y desde Monaghan a Dundalk.
Durante su marcha hacia Monaghan, los irlandeses se apostaron a los lados del camino en la zona de Crossdall, a unos 6,5 km de Monaghan, disparando a los ingleses con mosquetes ligeros desde los bosques circundantes, pero sin llegar al combate cuerpo a cuerpo con los piqueros. Tras sufrir 42 bajas (12 muertos y 30 heridos), los ingleses consiguieron alcanzar el castillo, donde fueron reforzados con una compañía. Bagenal tuvo problemas para reabastecerse de pólvora y balas, ya que gran parte de las municiones se habían gastado en la lucha con los irlandeses.
Dos días después, el 27 de mayo, Bagenal partió hacia Newry por otra ruta, atravesando el paraje de Clontibret. Este nuevo itinerario atravesaba Drumlin, una zona repleta de colinas, bogs y bosques, lo que la convertía en un sitio ideal para una emboscada. La columna estuvo recibiendo fuego desde la partida, pero la gran emboscada estaba ubicada en un paso cerca de Clontibret.
El ejército del conde de Tyrone - unos 4.000 hombres - estaba formado por tropas de los clanes O'Neill, MacMahon y Maguire y mercenarios escoceses, además de una fuerza de caballería y mosqueteros. Para desconcierto de Bagenal, los mosqueteros estaban vestidos con casacas rojas y habían sido bien entrenados. El fuego desde los flancos era pesado, y muchos ingleses resultaron muertos o heridos mientras que la caballería irlandesa merodeaba por los alrededores.
El propio Tyrone estuvo a punto de morir a manos de un hombre llamado Seagrave, que dirigió una carga de caballería contra las posiciones irlandesas, pero la rápida intervención de O'Cahan, el abanderado de O'Neill lo evitó.
Con la caída de la noche, Bagenal dio orden de acampar en lo alto de Ballymacowen, en medio del pánico generalizado a un nuevo ataque rebelde. Por suerte, no se produjo ningún movimiento, y a la mañana siguiente, los refuerzos llegados de Newry permitieron controlar la situación

## Consecuencias
De acuerdo a las informaciones de los día siguientes, los rebeldes habían desistido de la persecución debido a la falta de pólvora, lo que resulta irónico teniendo en cuenta la situación de Bagenal, pero la sensación general entre el gobierno inglés era de profunda inquietud, y el hecho de tratar de disfrazar las bajas, dio lugar a rumores acerca de una severa derrota.
Sir Ralph Lane, el muster-master-general, informó al secretario principal de la reina, William Cecil en los siguientes términos: en el último servicio han sido muertos o heridos más hombres de los que sería conveniente declarar. Las cifras de bajas por ambos bandos dependen de las fuentes. Bagenal reconoció únicamente 31 muertos y 109 heridos tras el segundo día de lucha, aunque sus pérdidas fueron, con casi total certeza, bastante más altas. Los anales irlandeses hablan de 700 ingleses muertos. Las pérdidas de los rebeldes se sitúan entre 100 y 400 muertos.
Tres años después Bagenal fue emboscado nuevamente por Tyrone en la Batalla de Yellow Ford, en la que resultó muerto, sufriendo el ejército inglés graves pérdidas.